# Xian de Duolun
Cette page contient des caractères spéciaux ou non latins. S’ils s’affichent mal (▯, ?, etc.), consultez la page d’aide Unicode.
Le xian de Duolun (chinois : 多伦县 ; pinyin : duōlún xiàn ; mongol : ᠳᠣᠯᠣᠨᠨᠤᠤᠷ
ᠰᠢᠶᠠᠨ, VPMC : Dolonnagur siyan) est un district administratif de la région autonome de Mongolie-Intérieure en Chine. Il est placé sous la juridiction de la ligue de Xilin Gol.

## Dénomination
Le terme vien du mongol Dolon nuur (mongol : ᠳᠣᠯᠤᠩ
ᠨᠠᠭᠤᠷ, VPMC : Dolon nagur, cyrillique : Долон нуур, MNS : Dolon nuur, littéralement : lac Dolon ou lac sinueux),

## Démographie
La population du district était de 103 316 habitants en 1999.

## Patrimoine
Plusieurs sites sont classés aux Sites historiques et culturels majeurs protégés au niveau national (Mongolie intérieure) :
- Xanadu, le palais d'été du premier empereur mongol de Chine, Kubilai Khan et fondateur de la dynastie Yuan au numéro 3-220.
- La lamaserie de Huizong (zh), datant de la dynastie Qing, au numéro 5-277.
- L'Ensemble architectural Nuoergu, datant de la dynastie Qing, au numéro 6-493.